# Lanzoni (famiglia)
I Lanzoni sono una famiglia nobile italiana.

## Le origini
L’illustre famiglia dei Lanzoni, che nei suoi rami seicenteschi venne insignita dei titoli di marchese e di nobiluomo, ha le sue origini nel medioevo, probabilmente da un Giovanni di Lanzone padovano. Discende da lui Martino, residente in Goito nel tredicesimo secolo, da cui verrà poi il mantovano Biaggio, ricordato vivente nel 1434 e padre dell’armigero Giovanni Picenino. Il di lui figlio Pietro Antonio fu il primo a ricevere il giuspatronato di Quattrocase, frazione dell’odierna Poggio Rusco, nella parte sudorientale della provincia di Mantova.

## Il Cinquecento
Ma il primo Lanzoni ad essere ricordato per un significativo fatto di cronaca, se non di storia, è Ippolito, figlio del giureconsulto Lodovico e buon amico di Vincenzo Gonzaga. Camminando per le strade della città di Mantova nella notte fra il 2 e il 3 luglio 1582, e avendo al suo fianco il futuro duca, venne coinvolto in un alterco che ebbe come altro protagonista James Crichton, detto anche l’"ammirabile Critonio", letterato e scienziato scozzese. Costui lo ferì mortalmente, prima d’essere a sua volta ucciso da Vincenzo. Rimangono ancora incerte le vere cause dello scontro fatale, perché Crichton era ottimamente introdotto nella corte gonzaghesca e molto apprezzato dal duca Guglielmo Gonzaga.

## Il Seicento
Da un fratello d’Ippolito, Pierantonio, nasce una linea, estinta nel diciannovesimo secolo, che arriva al senatore arciducale Claudio, nato nel 1645 e morto nel 1722. Costui entrò in possesso verso il 1695 della Casa del Mantegna, che rimase in proprietà della famiglia fino al 1829. Suo figlio Ippolito fu a sua volta senatore e per tre volte podestà di Mantova, così come fu podestà il di lui figlio Claudio.
Da un altro fratello d’Ippolito, Annibale, si diramano due linee di discendenza. La prima vide distinguersi Giovanni Lodovico, insignito prima del titolo di conte, poi del marchesato. Suo figlio Annibale Lanzoni, morto nel 1681, fu letterato, poeta e intrinseco di Carlo II di Gonzaga-Nevers che lo nominò governatore della Cittadella di Porto. Sua figlia Felicitas andò in sposa al marchese Andrea Paleotti, generando la stirpe dei Paleotti Lanzoni.
La seconda iniziò da Marco Antonio, nobile signore dal 1616, che si trasferì con la famiglia a Poggio Rusco.

## Settecento e Ottocento

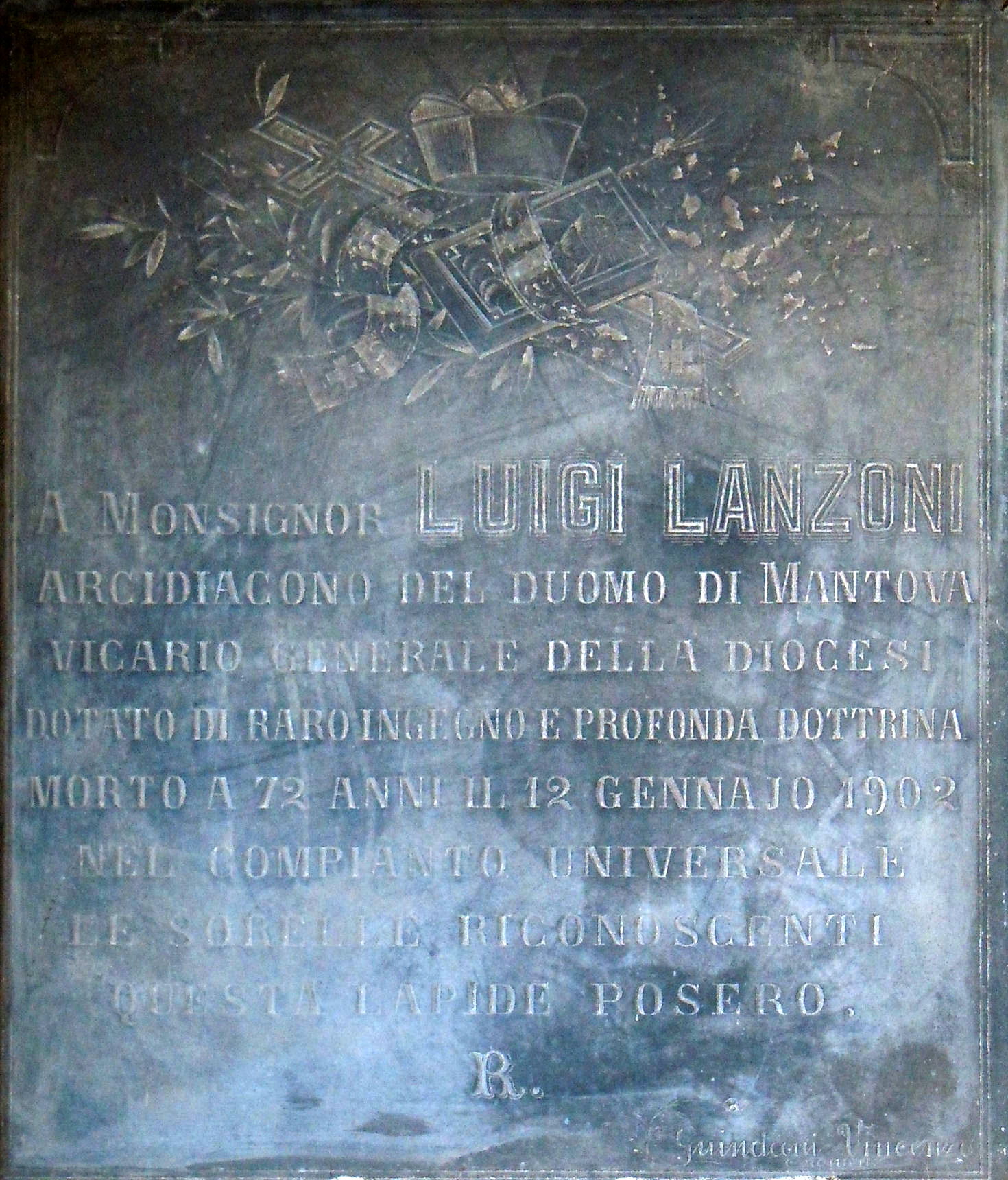
Ostiano, lapide a don Luigi Lanzoni, parroco prevosto di Castel Goffredo dal 1867 al 1892.

In questo ramo ricordiamo Fermo Lanzoni, nato proprio a Poggio Rusco nel 1792. Fu sacerdote, monsignore e teologo, docente di teologia dogmatica e sacra esegesi. Autore di numerosi scritti, anche poetici, di lui si ricordano in particolare il De sublimitate divinarum scripturarum ex consimilibus profanorum locis inlustrata e il volume Su l'uso filologico della Sacra Bibbia ossia Sull'uso che han fatto i moderni poeti delle idee ed espressioni bibliche per adornare i loro carmi.
Suo nipote don Luigi Lanzoni fu prevosto di Castel Goffredo, arcidiacono del Capitolo della cattedrale di Mantova e vicario generale. Fu anche preposito generale dell’Istituto della Carità, congregazione fondata da Antonio Rosmini. Di lui è noto un epistolario del 1891 con il vescovo della città virgiliana Giuseppe Sarto, futuro patriarca di Venezia e papa Pio X.
Nel diciannovesimo secolo il ramo principale Lanzoni acquisì il palazzo sito in via Marangoni 14 a Mantova. Si tratta di una bella dimora rococò ingentilita da un suggestivo ponte sul rio. Fu fatta costruire, su edifici preesistenti, da Paolo Francesco Peroni (o Perroni), che incaricò l'architetto Moscatelli Battaglia, probabilmente aiutato nei primissimi anni del settecento da Ferdinando o Francesco Galli da Bibbiena. Venne poi in eredità ai conti Penci che lo cedettero ai Lanzoni.

## Il Novecento
Il nipote di don Luigi, Giuseppe Lanzoni, nato nel 1873, fu primo cugino del filantropo e deputato Gaetano Bonoris. Fu inoltre uomo di vastissima cultura. Divenne primo presidente della "Società per il Palazzo Ducale", che egli aveva fondato a partire da un comitato composto insieme al sindaco di Mantova Ugo Scalori e al presidente della Deputazione provinciale Luigi Dolcini. Nei primi anni del ventesimo secolo diede dunque per primo un decisivo impulso ai restauri del Palazzo Ducale di Mantova, allora quasi fatiscente. Nel medesimo periodo redasse l’inventario dei beni patriottici del Comune, nucleo del futuro Museo del Risorgimento. Lasciò una preziosa biblioteca e un ricco archivio storico e artistico.
Francesco Lanzoni, figlio di Giuseppe, emigrò in Colombia e qui sposò una celebre ballerina e coreografa.
Le sorelle di Francesco hanno dato origine ai rami padovani e ancora mantovani della famiglia, distinti rispettivamente dai cognomi Zanoni e Pezzini.